# Servon (Manche)
Servon ist eine französische Gemeinde mit 257 Einwohnern (Stand: 1. Januar 2022) im Département Manche in der Region Normandie. Sie gehört zum Arrondissement Avranches und zum Kanton Pontorson. 
Sie grenzt im Nordwesten an Huisnes-sur-Mer, im Norden an Courtils, im Nordosten an Céaux, im Osten an Précey, im Südosten an Crollon, im Süden an Vergoncey, im Südwesten an Pontorson mit Macey und im Westen an Tanis. 

## Bevölkerungsentwicklung
| Jahr      | 1962 | 1968 | 1975 | 1982 | 1990 | 1999 | 2008 | 2018 |
| --------- | ---- | ---- | ---- | ---- | ---- | ---- | ---- | ---- |
| Einwohner | 382  | 371  | 299  | 242  | 202  | 251  | 271  | 275  |

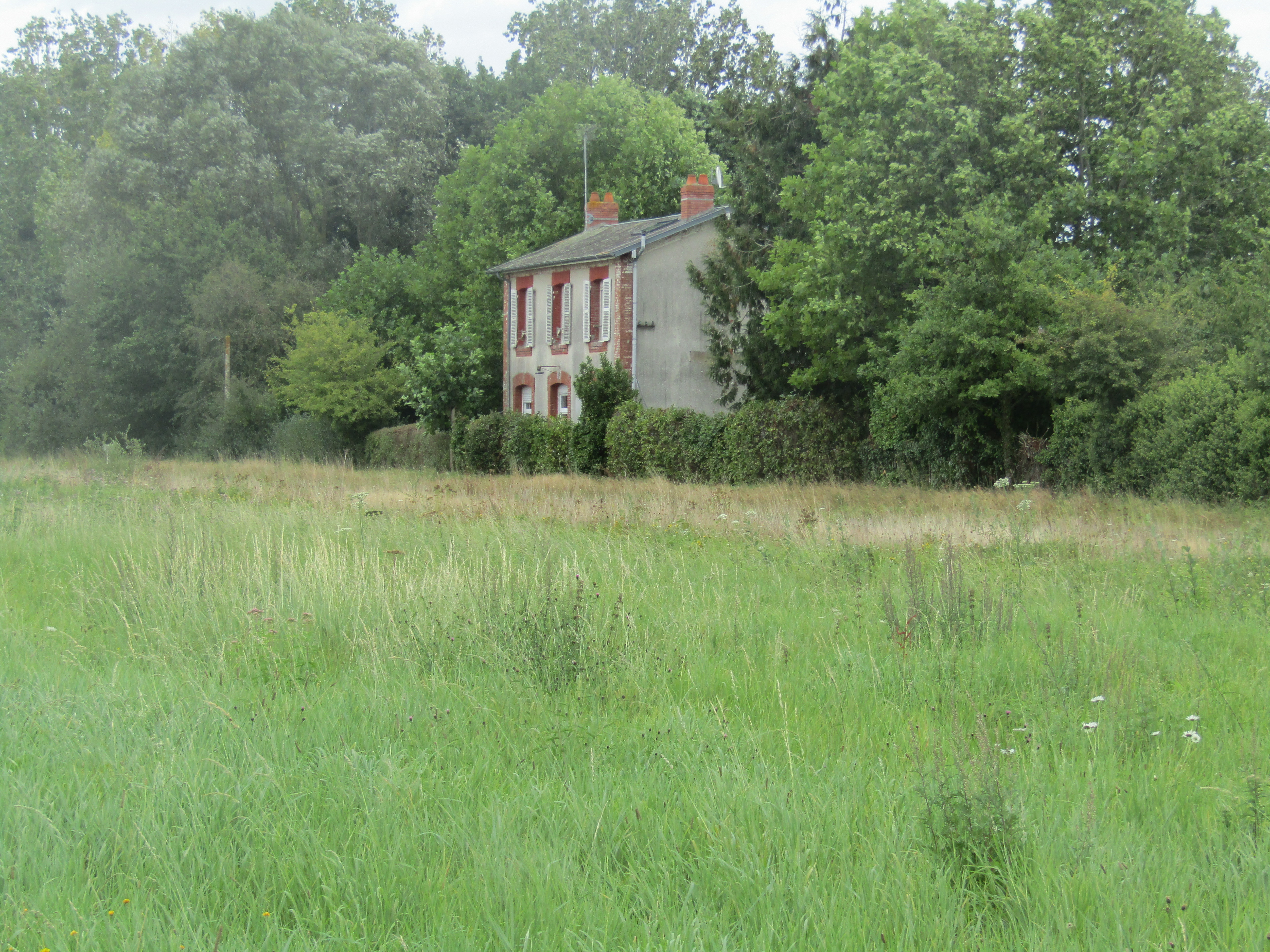
Stillgelegter Bahnhof von Servon und Tanis an der Bahnstrecke Lison–Lamballe, fotografiert 2017
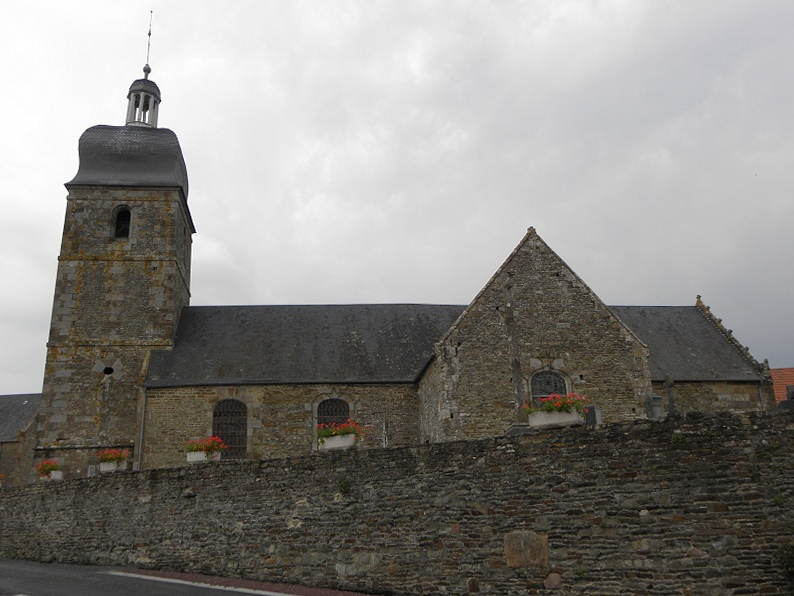
Kirche Saint-Martin Monument historique
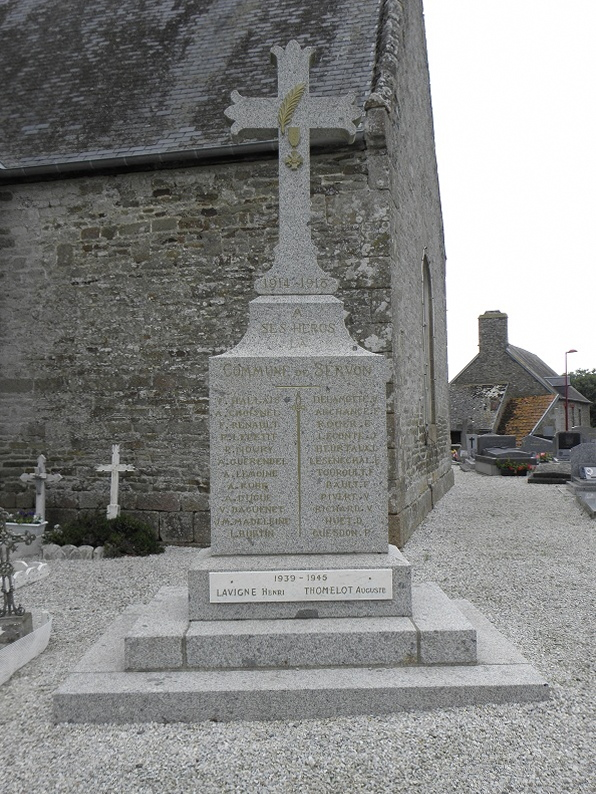
Gefallenendenkmal
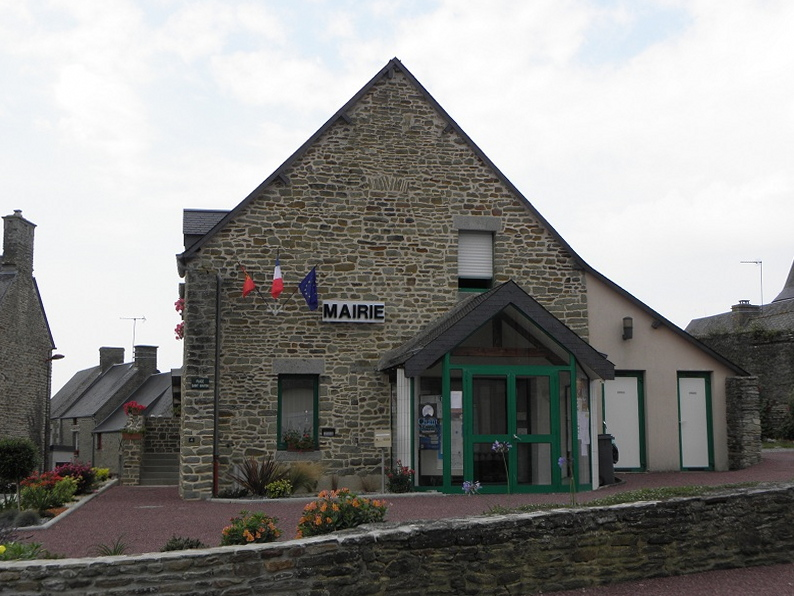
Mairie Servon
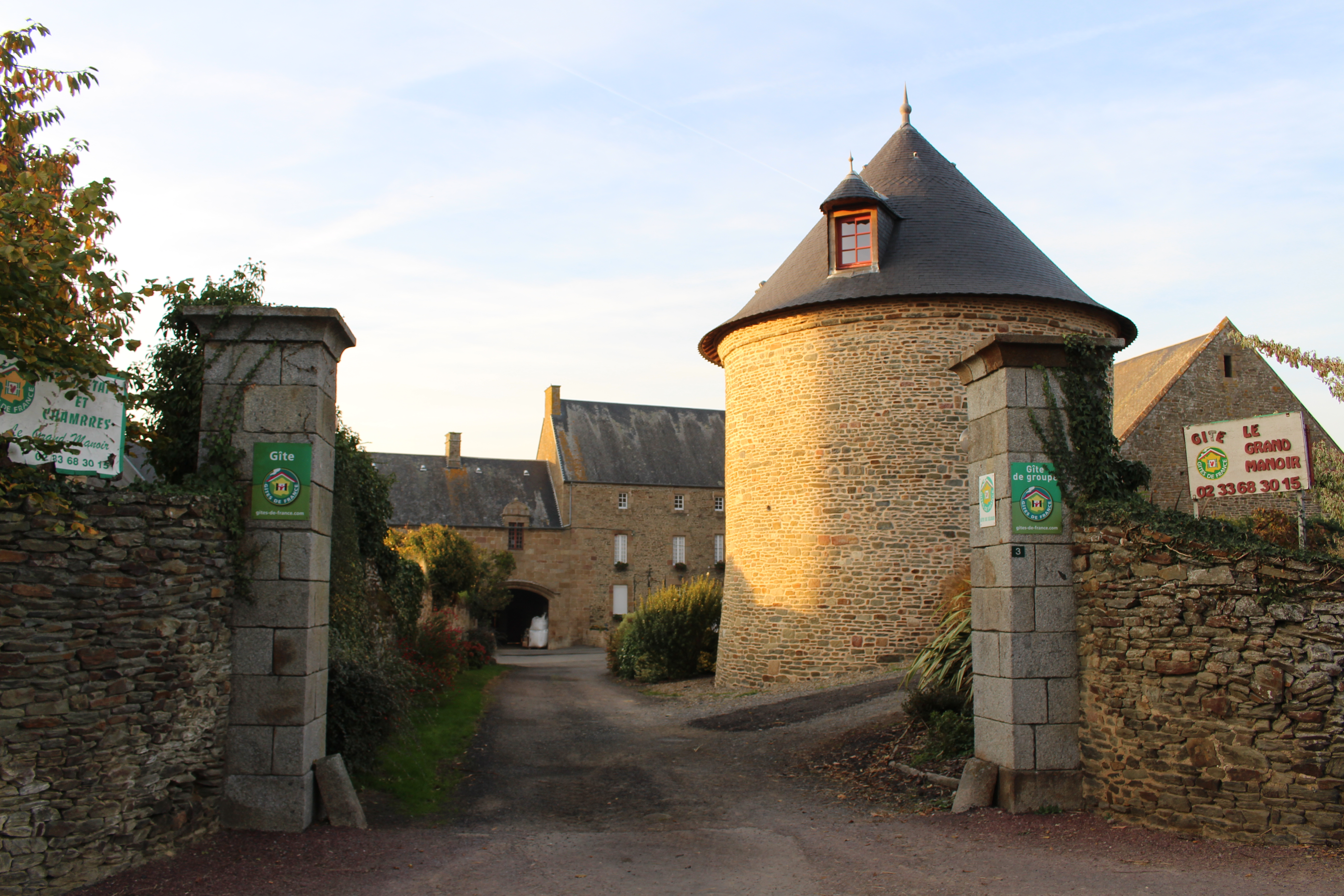
Herrenhaus Servon